# Turbulències (dinàmica de fluids)

Animació d'una trama de vòrtexs de von Kármán creades per un objecte cilíndric. Un flux xoca amb l'objecte cilíndric i va creant al seu darrera aquest flux de remolins en funció de la dinàmica turbulenta establerta. Mostrat amb l'evolució de colors. Això sol passar al voltant dels cilindres i esferes, per a qualsevol velocitat del fluid, sempre que el flux tingui un nombre de Reynolds en el rang de ~ 40 a ~ 1000.

En dinàmica de fluids, una turbulència és el remolí d'un fluid i el corrent invers creat quan el fluid es troba en un règim de flux turbulent. El fluid en moviment crea un espai lliure de fluid que flueix aigües avall en el costat corrent sota de l'objecte. El fluid darrere de l'obstacle flueix cap al buit creant un remolí de fluid en cada vora de l'obstacle, seguit per un curt flux invers de fluid darrere de l'obstacle que flueix corrent a dalt, cap a la part posterior de l'obstacle. Aquest fenomen s'observa naturalment darrere de grans roques emergents en rius de flux ràpid. Es un patró repetitiu o trama oscil·lant conseqüència de les inèrcies del fluid i el xoc amb un obstacle.

## Turbulències i remolins en enginyeria
La propensió d'un fluid a fer turbulencies s'utilitza per aconseguir una bona mescla de combustible i aire en els motors de combustió interna.
En la mecànica de fluids i els fenòmens de transport, un remolí no és una propietat del fluid, sinó la causa d'un moviment violent en forma de remolí originat per la posició i direcció del flux turbulent i la seva evolució.

Un diagrama que mostra la distribució de la velocitat d'un fluid que es mou a través d'una canonada circular, per a flux laminar (esquerra), flux turbulent, temps mitjà (centre) i flux turbulent, representació instantània (dreta)

## Nombre de Reynolds i turbulència
En 1883, el científic Osborne Reynolds va dur a terme un experiment de dinàmica de fluids amb aigua i tinta, on va ajustar les velocitats dels fluids i va observar la transició del flux laminar a flux turbulent, caracteritzat per la formació de remolins i vòrtexs. El flux turbulent es defineix com el flux en el qual les forces d'inèrcia del sistema són dominants sobre les forces viscoses. Aquest fenomen es descriu mitjançant el nombre de Reynolds, un nombre adimensional utilitzat per determinar quan es produirà un flux turbulent. Conceptualment, el nombre de Reynolds és la relació entre les forces d'inèrcia i les forces viscoses.
La forma general per al nombre de Reynolds que flueix a través d'un tub de ràdio r (o diàmetre d): 
{\displaystyle Re={2v\rho r \over \mu }={\rho vd \over \mu }}
on:
{\displaystyle {v}=velocitat}
{\displaystyle \rho =densitat}
{\displaystyle r=radio}
{\displaystyle \mu =viscositat}

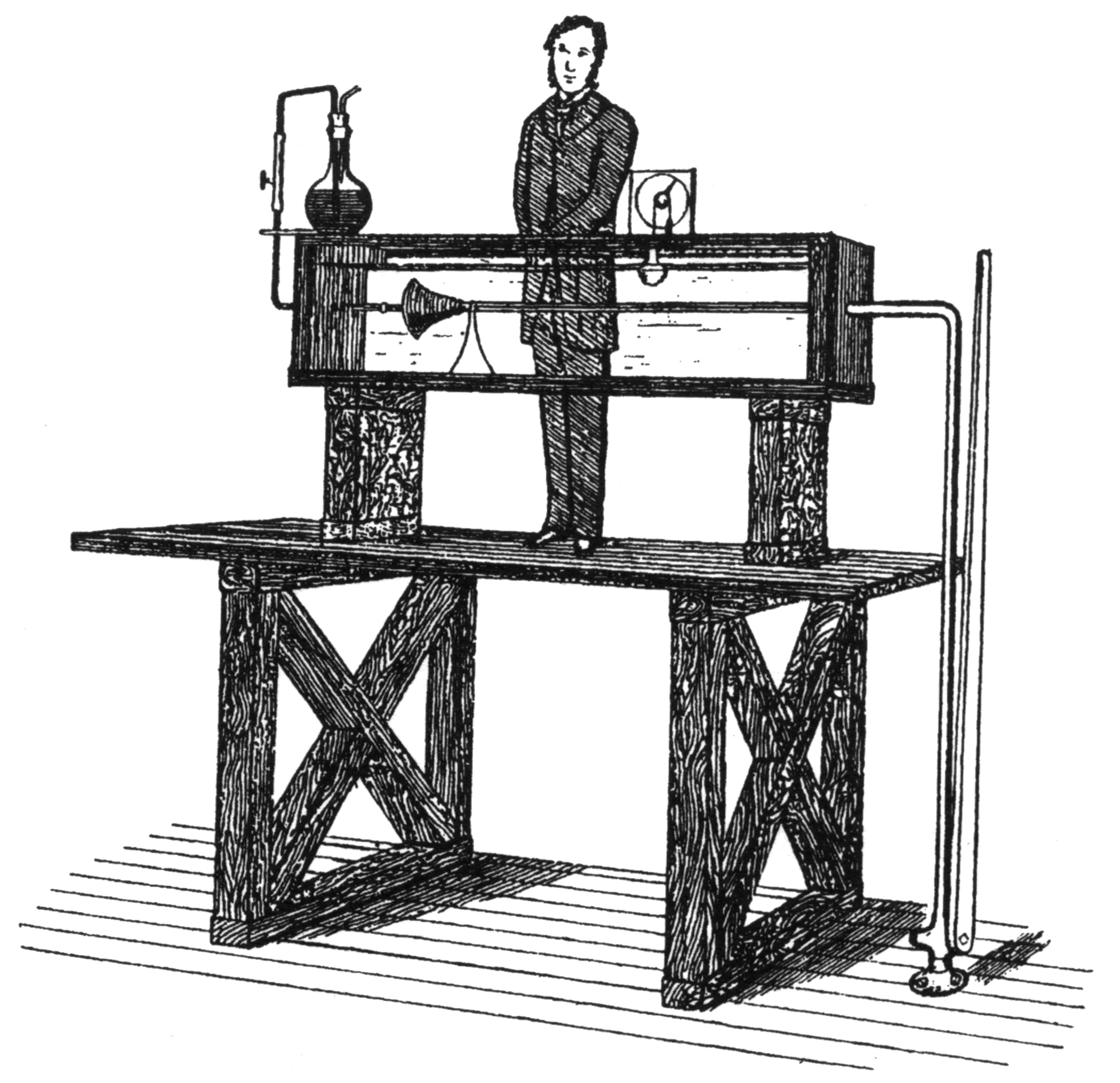
Experiment de Reynolds (1883). Osborne Reynolds dempeus al seu aparell.

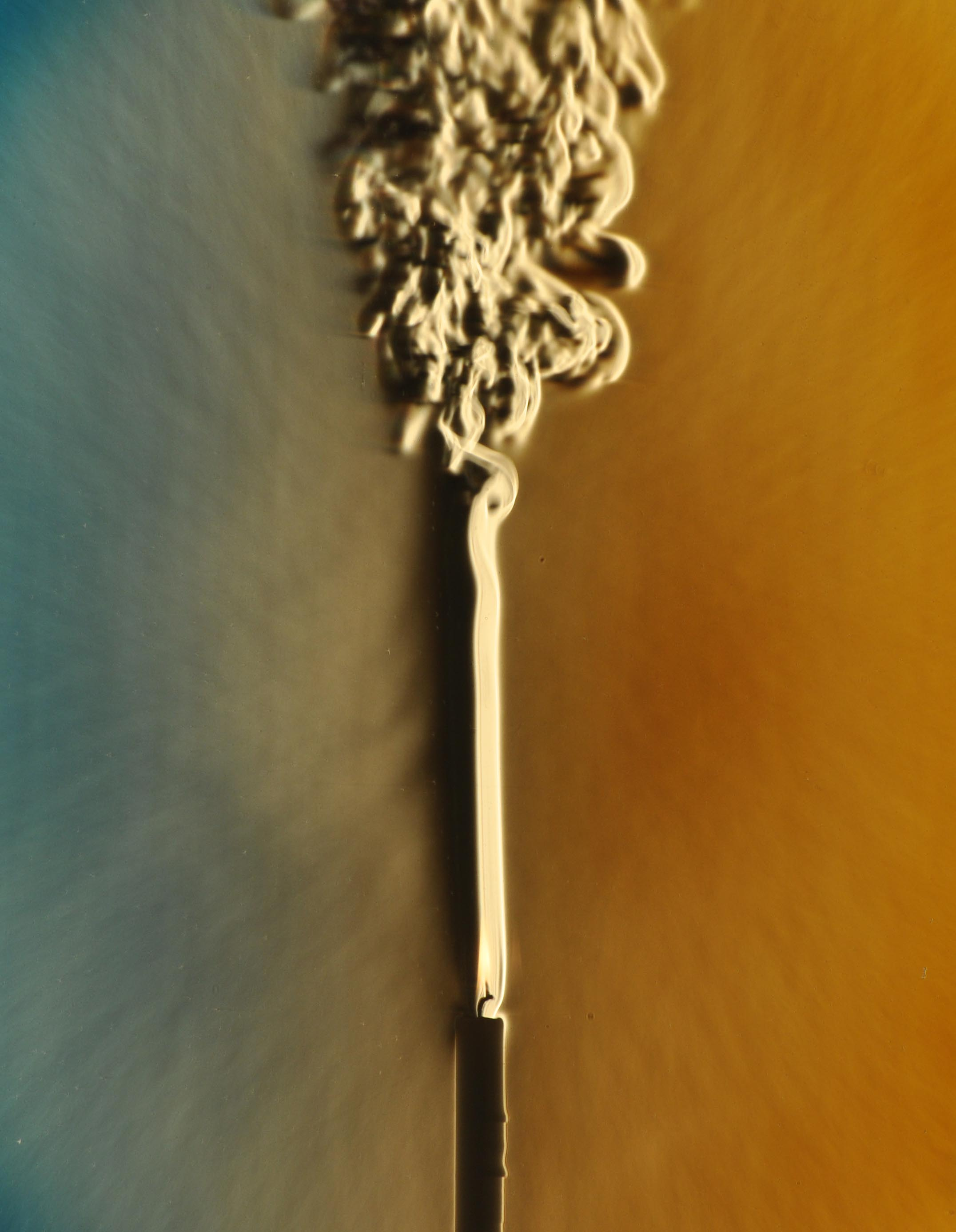
Fotografia de Schlieren que mostra la columna de convecció tèrmica que s'eleva des d'una espelma ordinària a l'aire calm. La ploma és inicialment laminar, però la transició a la turbulència es produeix en el terç superior de la imatge. La imatge es va realitzar utilitzant el mirall Schlieren d'1 metre de diàmetre de Floviz Inc. pel Dr. Gary Settles.

La transició del flux laminar al flux turbulent en un fluid es defineix pel nombre crític de Reynolds:
{\displaystyle Re_{c}\approx 2000}
En termes del nombre crític de Reynolds, la velocitat crítica es representa com:
{\displaystyle v_{c}={R_{c}\mu  \over \rho d}}

## Recerca i desenvolupament

### Hemodinàmica
La hemodinàmica és l'estudi del flux sanguini en el sistema circulatori. El flux de sang en les seccions rectes de l'arbre arterial sol ser laminar (tensió alta en la paret), però les branques i curvatures en el sistema causen un flux turbulent. El flux turbulent a l'arbre arterial pot causar diversos efectes preocupants, que inclouen lesions ateroscleròtiques, hiperplàsia neointimal posquirúrgica, reestenosis intra stent, insuficiència de l'empelt de derivació de vena, vasculopatía del trasplantament i calcificació de la vàlvula aòrtica.

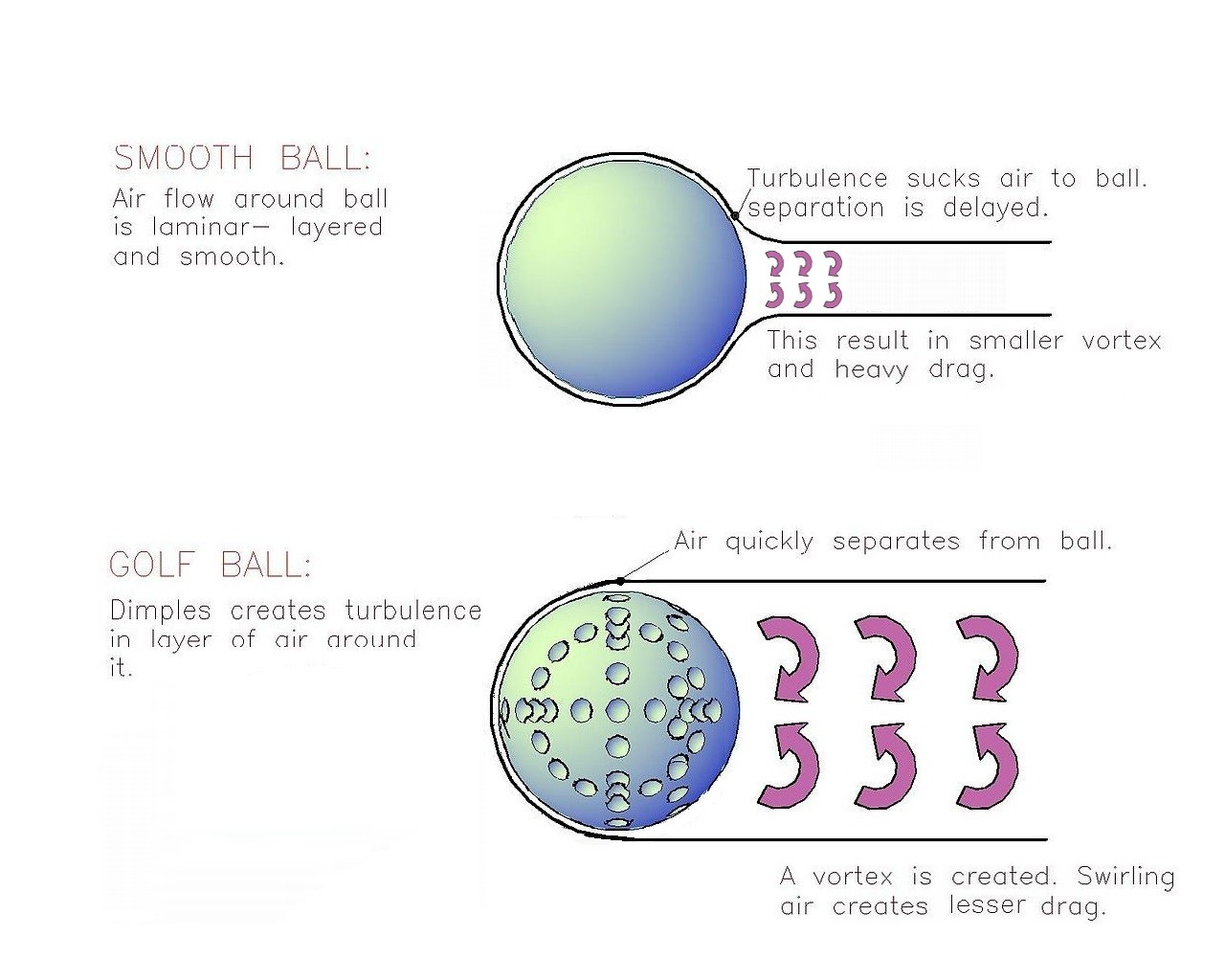
Comparació del flux d'aire al voltant d'una pilota de golf llisa contra una pilota de golf amb clotets.

### Processos industrials
Les propietats d'elevació i fricció de les pilotes de golf es modifiquen mitjançant la creació de clotets al llarg de la superfície de la pilota, la qual cosa permet que la pilota de golf viatgi més lluny i més ràpid per l'aire.
Les dades dels fenòmens de flux turbulent s'han utilitzat per modelar diferents transicions en els règims de flux de fluids, que s'utilitzen per barrejar fluids i augmentar les velocitats de reacció dins dels processos industrials.

### Corrents fluids i control de la contaminació
Els corrents oceànics i atmosfèrics transfereixen partícules, pols i organismes per tot el món. Si bé el transport d'organismes, com el fitoplàncton, és essencial per a la preservació dels ecosistemes, el petroli i d'altres contaminants també es barregen en el flux atmosfèric o marí actual i poden transportar la contaminació lluny del seu origen. Les formacions de remolins fan circular escombraries i d'altres contaminants a àrees concretes que els investigadors estan rastrejant per millorar la neteja i la prevenció de la contaminació.
Els remolins oceànics de mesoescala exerceixen un paper crucial en la transferència del pol tèrmic, així com en el manteniment de gradients de calor a diferents profunditats.

### Dinàmica de fluids computacional
Aquests són models de turbulència en els quals els esforços de Reynolds, obtinguts a partir d'una mitjana de Reynolds de les equacions de Navier-Stokes, es modelen mitjançant una relació constitutiva lineal amb el camp de restricció del flux mitjà, com:
{\displaystyle -\rho \langle u_{i}u_{j}\rangle =2\mu _{t}S_{i,j}-{2 \over 3}\rho \kappa \delta _{i,j}}
a on
- μt és el coeficient denominat "viscositat" de turbulència (també cridat viscositat de remolí)
- {\displaystyle \kappa ={\tfrac {1}{2}}(\langle u_{1}u_{1}\rangle +\langle u_{2}u_{2}\rangle +\langle u_{3}u_{3}\rangle )}{\displaystyle \kappa ={\tfrac {1}{2}}(\langle u_{1}u_{1}\rangle +\langle u_{2}u_{2}\rangle +\langle u_{3}u_{3}\rangle )} és l'energia cinètica turbulenta mitjana.
- {\displaystyle S_{ij}} {\displaystyle S_{i,j}}és la taxa mitjana de deformació

Ti{\displaystyle {\tfrac {2}{3}}\rho \kappa \delta _{i,j}}ngui en compte que aquesta inclusió de {\displaystyle {\tfrac {2}{3}}\rho \kappa \delta _{i,j}}en la relació constitutiva lineal és requerida per propòsits d'àlgebra tensorial quan es resolen models de turbulència de dues equacions (o qualsevol altre model de turbulència que resolgui una equació de transport per a {\displaystyle \kappa }.

## Remolins de l'oceà de mesoescala

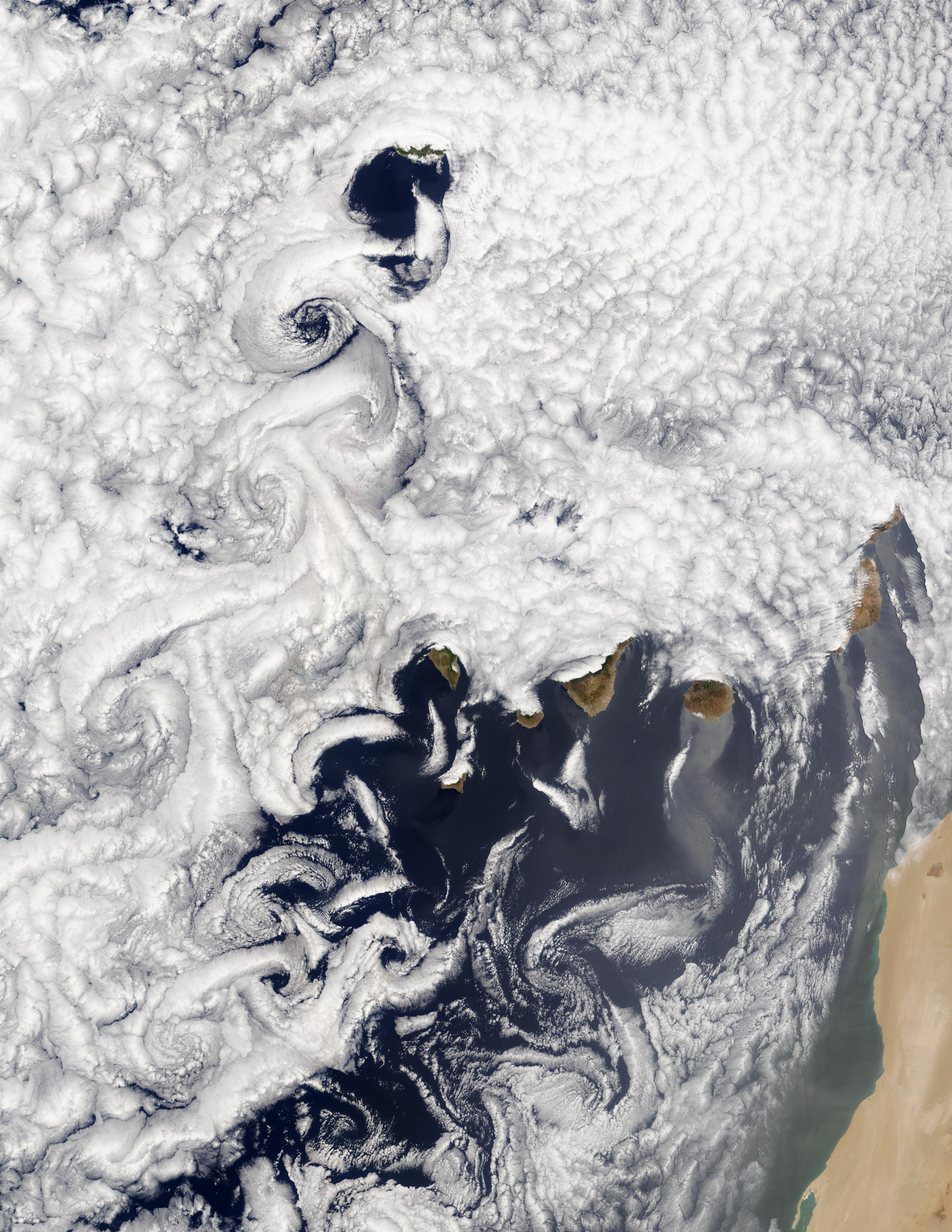
Obstacles Sota el vent, en aquest cas, Madeira i les Illes Canàries enfront de la costa oest d'Àfrica, els remolins creen patrons turbulents anomenats vies de vòrtex.

Els remolins són comuns a l'oceà, i varien en diàmetre des de centímetres fins a centenars de quilòmetres. Els remolins de menor escala poden durar uns segons, mentre que les funcions més grans poden persistir durant mesos o anys.
Els remolins que tenen entre 10 i 500 km de diàmetre i persisteixen durant períodes de dies a mesos es coneixen en oceanografia com a remolins de mesoescala.
Els remolins de mesoescala es poden dividir en dues categories: remolins estàtics, causats pel flux al voltant d'un obstacle (veure animació), i remolins transitoris, causats per inestabilitat baroclínica.
Quan l'oceà conté un gradient d'altura de la superfície del mar, es crea un flux o un corrent, com el Corrent Circumpolar Antàrtic. Aquest corrent com a part d'un sistema baroclínicament inestable serpenteja i crea remolins (de la mateixa manera que un riu serpentejant forma un llac de proa de bou). Aquests tipus de remolins de mesoescala s'han observat en moltes dels principals corrents oceànics, incloses el Corrent del Golf, el Corrent d'Agulhas, el Corrent de Kuroshio i el Corrent Circumpolar Antàrtica, entre d'altres.
Els remolins oceànics de mesoescala es caracteritzen per corrents que flueixen en un moviment aproximadament circular al voltant del centre del remolí. El sentit de rotació d'aquests corrents pot ser ciclònic o anticiclònic (com Haida Eddies). Els remolins oceànics també solen estar formats per masses d'aigua que són diferents de les quals es troben fora del remolí. És a dir, l'aigua dins d'un remolí generalment té diferents característiques de temperatura i salinitat a l'aigua fora del remolí. Existeix un vincle directe entre les propietats de la massa d'aigua d'un remolí i la seva rotació. Els remolins calents giren de forma anticíclica, mentre que els remolins freds giren de manera ciclònica.
A causa que els remolins poden tenir una circulació vigorosa associada a ells, són una preocupació per a les operacions navals i comercials en el mar. A més, a causa que els remolins transporten l'aigua anormalment calenta o freda a mesura que es mouen, tenen una influència important en el transport de calor en certes parts de l'oceà.